# Jarosław Marycz
Jarosław Marycz (* 17. April 1987 in Koszalin) ist ein ehemaliger polnischer Radrennfahrer, der im Straßenradsport aktiv war.

## Karriere
Als Juniorenfahrer gewann Marycz eine Etappe des Giro della Lunigiana und wurde Zweiter der Gesamtwertung.
Im Erwachsenenbereich gelang Marycz 2007 mit dem Sieg auf der vierten Etappe der Tour du Loir-et-Cher sein erster internationaler Eliteerfolg. Im Jahr 2008 gewann er unter anderem das U23-Rennen Berner Rundfahrt. Bei den U23-Europameisterschaften 2009 gewann er die Silbermedaille im Straßenrennen.
2010 wurde Marycz Profi beim dänischen UCI ProTeam Saxo Bank. Im selben Jahr wurde er polnischer Elitemeister im Einzelzeitfahren, ein Jahr später beendete er die Vuelta a España als 149. International konnte er sich nur gelegentlich in den Top 10 platzieren.
Nach drei Jahren wechselte Marycz 2013 zum polnischen UCI Professional Continental Team CCC Polsat Polkowice, für das er bis Ende 2016 fuhr. In dieser Zeit gelang ihm 2015 mit dem Gesamtsieg der Dookoła Mazowsza sein wichtigster Karriereerfolg.
2017 und 2018 fuhr Marycz für zwei polnische UCI Continental Teams, mit einem Etappenerfolg bei der Dookoła Mazowsza 2017 konnte er noch einmal einen Sieg seinem Palmarès hinzufügen. Nach der Saison 2018 beendete er im Alter von 31 Jahren seine Karriere als Radrennfahrer.

## Erfolge
2005
- eine Etappe Giro della Lunigiana

2007
- eine Etappe Tour du Loir-et-Cher

2008
- Berner Rundfahrt
- Trofeo Alcide Degasperi
- Polnischer Meister – Einzelzeitfahren (U23)
- Gran Premio Inda

2009
- Coppa G.Romita
- Polnischer Meister – Einzelzeitfahren (U23)
- eine Etappe Slowakei-Rundfahrt

2010
- Polnischer Meister – Einzelzeitfahren

2014
- Gesamtwertung und Mannschaftszeitfahren Dookoła Mazowsza

2015
- Mannschaftszeitfahren Settimana Internazionale

2017
- eine Etappe Dookoła Mazowsza

## Grand-Tour-Platzierungen
| Grand Tour            | 2011 | 2012 | 2013 | 2014 | 2015 |
| --------------------- | ---- | ---- | ---- | ---- | ---- |
| Giro d’ItaliaGiro     | –    | –    | –    | –    | DNF  |
| Tour de FranceTour    | –    | –    | –    | –    | –    |
| Vuelta a EspañaVuelta | 148  | –    | –    | –    | –    |